# Russkaja Starina

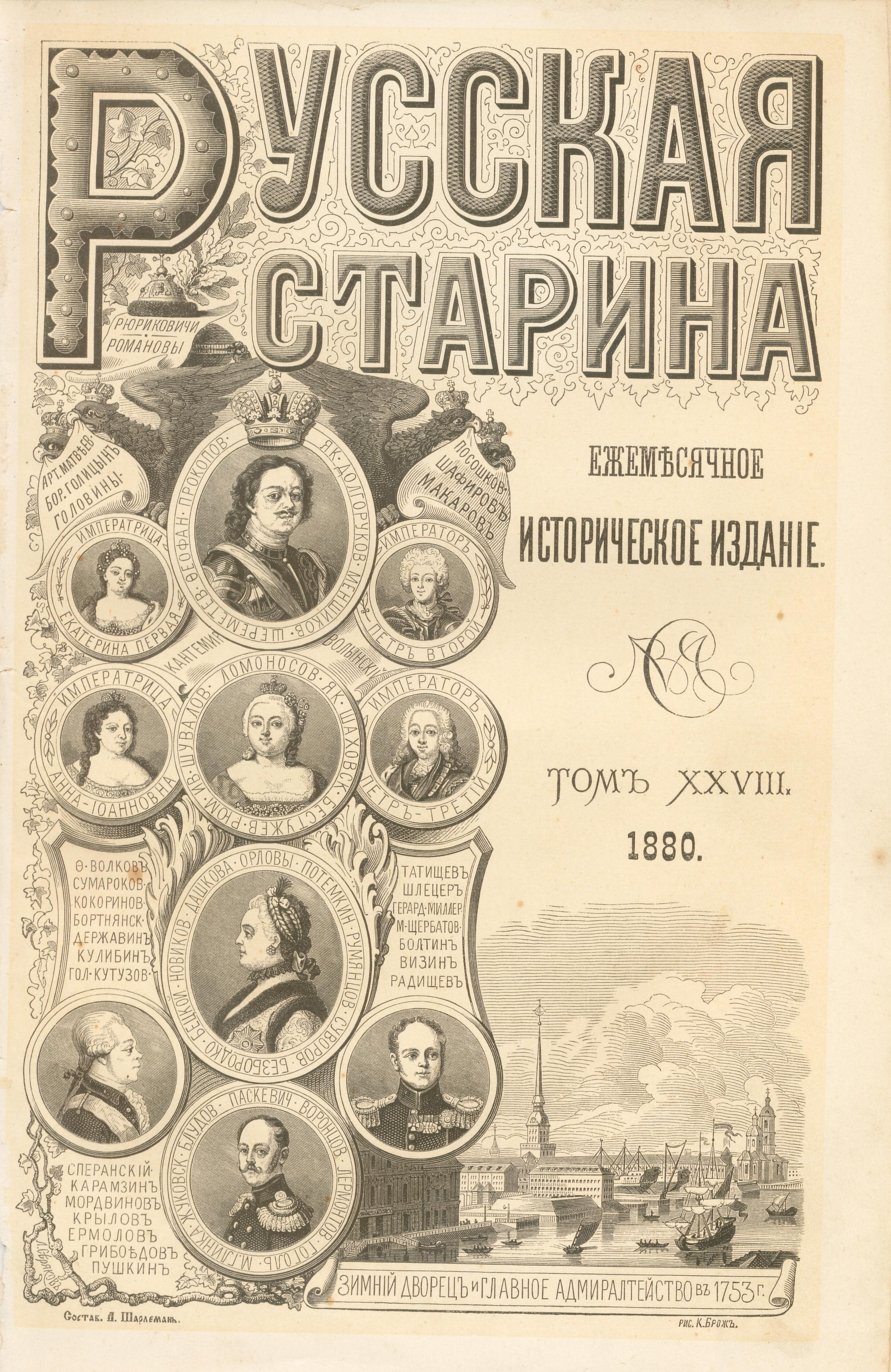
Titelblatt von Band 28 aus dem Jahr 1880

Russkaja Starina (russisch Русская старина, Russische Altertümer) war eine Zeitschrift mit dem Schwerpunkt auf Themen der russischen Geschichte des 18. Jahrhunderts. Sie wurde vom Amateurhistoriker Michail Semewski (1837–1892) begründet und in St. Petersburg herausgegeben. Die Erscheinungsweise war monatlich, die Zeitschrift bestand von 1870 bis 1918. Ein Reprint ist 2008 erschienen.
Zu den Erstveröffentlichungen der Russkaja Starina gehörten u. a. die unveröffentlichten Teile des Eugen Onegin sowie der Toten Seelen, außerdem die Memoiren von Andrei Timofejewitsch Bolotow und Wilhelm Küchelbeckers Tagebuch.